# Énergie en Éthiopie
Le secteur de l'énergie en Éthiopie est marqué par une grande pauvreté : en 2018, la consommation d'énergie primaire par habitant équivalait à 21 % de la moyenne mondiale et à 61 % de la moyenne africaine ; la consommation d'électricité par habitant représentait seulement 2,5 % de la moyenne mondiale et 15 % de la moyenne africaine.
La production d'énergie primaire en Éthiopie repose entièrement sur les énergies renouvelables et presque uniquement sur la biomasse (bois et déchets agricoles) : 97 % en 2018, et marginalement sur l'hydroélectricité : 2,8 %.
La domination de la biomasse+déchets se retrouve au niveau de la consommation d'énergie primaire : 88,1 % en 2018, laissant peu de place aux produits pétroliers : 8,6 % et à l'hydroélectricité : 2,6 %.
L'électricité couvre seulement 1,9 % de la consommation finale d'énergie ; la production d'électricité repose presque entièrement sur l'hydraulique : 95,9 % ; l'éolien s'est développé rapidement de 2011 à 2016, portant sa part à 7,3 % ; mais sa progression a cessé et il sa part est retombée à 3,9 % en 2020 ; le solaire contribue pour 0,1 % ; le potentiel de la géothermie est très important mais a cessé d'être exploité depuis 2013. La production d'électricité progresse très rapidement : +1030 % entre 1990 et 2018, et peine à suivre la demande dans un pays dont le taux de croissance est l'un des plus élevés au monde : +10,8 % par an en moyenne sur la période 2003-2013.
Les émissions de CO2 liées à l'énergie par habitant représentaient en 2018  seulement 2,7 % de la moyenne mondiale et 12 % de la moyenne africaine.

## Vue d'ensemble
| Principaux indicateurs de l'énergie en Éthiopie | Principaux indicateurs de l'énergie en Éthiopie | Principaux indicateurs de l'énergie en Éthiopie | Principaux indicateurs de l'énergie en Éthiopie | Principaux indicateurs de l'énergie en Éthiopie | Principaux indicateurs de l'énergie en Éthiopie | Principaux indicateurs de l'énergie en Éthiopie |
| ----------------------------------------------- | ----------------------------------------------- | ----------------------------------------------- | ----------------------------------------------- | ----------------------------------------------- | ----------------------------------------------- | ----------------------------------------------- |
|                                                 | Population                                      | Consommation énergie primaire                   | Production                                      | Exportation nette                               | Consommation électricité                        | Émissions de CO2                                |
| Année                                           | Million                                         | Mtep                                            | Mtep                                            | Mtep                                            | TWh                                             | Mt CO2éq                                        |
| 1990                                            | 48,06                                           | 22,93                                           | 22,12                                           | 1,00                                            | 1,08                                            | 2,17                                            |
| 2000                                            | 66,44                                           | 31,69                                           | 30,60                                           | 1,10                                            | 1,51                                            | 3,20                                            |
| 2008                                            | 83,08                                           | 40,36                                           | 38,41                                           | 2,17                                            | 3,40                                            | 5,87                                            |
| 2009                                            | 85,30                                           | 41,49                                           | 39,50                                           | 2,21                                            | 3,59                                            | 5,99                                            |
| 2010                                            | 87,56                                           | 42,65                                           | 40,71                                           | 2,25                                            | 4,23                                            | 5,96                                            |
| 2011                                            | 89,86                                           | 44,09                                           | 41,92                                           | 2,41                                            | 4,74                                            | 6,87                                            |
| 2012                                            | 92,19                                           | 45,36                                           | 43,12                                           | 2,59                                            | 5,31                                            | 7,27                                            |
| 2013                                            | 94,56                                           | 46,94                                           | 44,32                                           | 3,02                                            | 6,11                                            | 8,50                                            |
| 2014                                            | 96,96                                           | 48,37                                           | 45,51                                           | 3,31                                            | 6,79                                            | 9,13                                            |
| 2018                                            | 109,2                                           | 43,3                                            | 39,3                                            | 4,8                                             | 9,1                                             | 13,1                                            |
| variation 1990-2018                             | +127 %                                          | +89 %                                           | +78 %                                           | +380 %                                          | +743 %                                          | +504 %                                          |

## Production d'énergie primaire
| Source                                                  | 1990   | %    | 2000   | %    | 2010   | %    | 2015   | 2018   | % 2018 | var. 2018/1990 |
| Charbon                                                 |        | -    |        | -    | 22     | 0,1  | -      | 1      | 0 %    | ns             |
| Hydraulique                                             | 91     | 0,3  | 142    | 0,5  | 424    | 1,3  | 832    | 1 119  | 2,8 %  | +1130 %        |
| Biomasse-déchets                                        | 16 903 | 99,5 | 23 375 | 99,4 | 31 000 | 98,5 | 35 408 | 38 142 | 97,0 % | +126 %         |
| Éolien, géothermie                                      |        | -    | 4      | 0,01 | 15     | 0,05 | 67     | 48     | 0,1 %  | ns             |
| Total                                                   | 16 994 | 100  | 23 521 | 100  | 31 461 | 100  | 36 306 | 39 310 | 100 %  | +131 %         |
| Source des données : Agence internationale de l'énergie |        |      |        |      |        |      |        |        |        |                |

L'Éthiopie ne dispose pas de ressources fossiles ; elle tire son énergie en quasi-totalité de la biomasse, soit pour l'essentiel du bois, utilisé pour la cuisson et le chauffage. Cependant, l'énergie hydroélectrique se développe rapidement, et plus récemment l'énergie éolienne et la géothermie.

### Géothermie
L'usage direct de la géothermie (indépendamment de son usage pour la production d'électricité) se développe mais reste faible :
| Source           | 2005 | 2010 | 2015 |
| Puissance (MWth) | 1,0  | 2,2  | 2,2  |
| Énergie (TJ)     | 15,0 | 41,6 | 41,6 |

## Consommation intérieure brute d'énergie primaire
L'Éthiopie consommait 0,40 tep/hab (tonnes d'équivalent pétrole par habitant) d'énergie primaire en 2018, soit 21 % de la moyenne mondiale : 1,88 tep/hab et 61 % de la moyenne africaine : 0,66 tep/hab.
| Source                                                  | 1990   | %    | 2000   | %    | 2010   | %    | 2015   | 2018   | % 2018 | var. 2018/1990 |
| Charbon                                                 |        | -    |        | -    | 31     | 0,1  | 253    | 383    | 0,9 %  | ns             |
| Pétrole                                                 | 814    | 4,6  | 1 086  | 4,4  | 1 874  | 5,6  | 2 955  | 3 728  | 8,6 %  | +358 %         |
| Total fossiles                                          | 814    | 4,6  | 1 086  | 4,4  | 1 905  | 5,7  | 3 208  | 4 111  | 9,5 %  | +405 %         |
| Hydraulique                                             | 91     | 0,5  | 142    | 0,6  | 424    | 1,3  | 832    | 1 119  | 2,6 %  | +1130 %        |
| Biomasse-déchets                                        | 16 903 | 94,9 | 23 375 | 95,0 | 31 001 | 93,0 | 35 408 | 38 142 | 88,1 % | +126 %         |
| Solaire, éolien, géoth.                                 |        | -    | 4      | 0,01 | 15     | 0,04 | 67     | 48     | 0,1 %  | ns             |
| Total EnR                                               | 16 994 | 95,4 | 24 607 | 96,6 | 31 440 | 94,3 | 36 307 | 39 309 | 90,8 % | +131 %         |
| Solde exp.électricité                                   |        | -    |        | -    |        | -    | -60    | -126   | -0,3 % | ns             |
| Total                                                   | 17 808 | 100  | 31 688 | 100  | 33 346 | 100  | 39 455 | 43 294 | 100 %  | +143 %         |
| Source des données : Agence internationale de l'énergie |        |      |        |      |        |      |        |        |        |                |

## Consommation finale d'énergie
La consommation finale d'énergie en Éthiopie (après raffinage, transformation en électricité, transport, etc.) a évolué comme suit :
| Source                                                  | 1990   | %    | 2000   | %    | 2010   | %    | 2015   | 2018   | % 2018 | var. 2018/1990 |
| Charbon                                                 |        | -    |        | -    | 31     | 0,1  | 253    | 383    | 0,9 %  | ns             |
| Produits pétroliers                                     | 646    | 3,9  | 1 079  | 4,6  | 1 883  | 6,0  | 2 965  | 3 805  | 9,3 %  | +489 %         |
| Total fossiles                                          | 646    | 3,9  | 1 079  | 4,6  | 1 914  | 6,1  | 3 218  | 4 188  | 10,3 % | +548 %         |
| Biomasse-déchets                                        | 16 047 | 95,7 | 22 191 | 94,9 | 29 248 | 92,9 | 33 257 | 35 747 | 87,8 % | +123 %         |
| Électricité                                             | 78     | 0,5  | 122    | 0,5  | 330    | 1,0  | 642    | 782    | 1,9 %  | +903 %         |
| Total                                                   | 16 771 | 100  | 23 392 | 100  | 31 492 | 100  | 37 118 | 40 717 | 100    | +143 %         |
| Source des données : Agence internationale de l'énergie |        |      |        |      |        |      |        |        |        |                |

La répartition par secteur de la consommation finale d'énergie a évolué comme suit :
| Filière                                                 | 1990   | %    | 2000   | %    | 2010   | %    | 2015 | 2018   | % 2018 | var. 2018/1990 |
| Industrie                                               | 215    | 1,3  | 297    | 1,3  | 640    | 2,0  |      | 1 515  | 3,7 %  | +605 %         |
| Transport                                               | 305    | 1,8  | 524    | 2,2  | 887    | 2,8  |      | 2 251  | 5,5 %  | +638 %         |
| Résidentiel                                             | 15 974 | 95,3 | 22 223 | 95,0 | 29 409 | 93,4 |      | 35 907 | 88,2 % | +125 %         |
| Tertiaire                                               | 149    | 0,9  | 228    | 1,0  | 337    | 1,1  |      | 577    | 1,4 %  | +287 %         |
| Agriculture                                             | 36     | 0,2  | 38     | 0,2  | 77     | 0,2  |      | 186    | 0,5 %  | +417 %         |
| Non spécifié                                            | 54     | 0,3  | 39     | 0,2  | 77     | 0,2  |      | 186    | 0,5 %  | +244 %         |
| Usages non énergétiques (chimie)                        | 36     | 0,2  | 42     | 0,2  | 67     | 0,2  |      | 95     | 0,2 %  | +164 %         |
| Total                                                   | 16 769 | 100  | 23 392 | 100  | 31 492 | 100  |      | 40 717 | 100 %  | +143 %         |
| Source des données : Agence internationale de l'énergie |        |      |        |      |        |      |      |        |        |                |

## Secteur de l'électricité
L'entreprise publique Ethiopian Electric Power Corp (EEPCO) est propriétaire et exploitant des centrales.

### Production d'électricité
La production d'électricité, encore modeste, se développe très rapidement + 700 % entre 1990 et 2014 ; elle peine à suivre l'explosion de la demande dans un pays dont le taux de croissance est l'un des plus élevés au monde : +10,8 % par an en moyenne sur la période 2003-2013.
| Source                                                  | 1990  | %    | 2000  | %    | 2010  | %    | 2015   | 2018   | % 2018  | var. 2018/1990 |
| Pétrole                                                 | 140   | 11,6 | 23    | 1,4  | 31    | 0,6  | 4      | 5      | 0,04 %  | -96 %          |
| Hydraulique                                             | 1 062 | 88,4 | 1 646 | 98,3 | 4 931 | 99,0 | 9 674  | 13 018 | 95,9 %  | +1126 %        |
| Géothermie                                              |       | -    | 5     | 0,3  | 18    | 0,4  |        | -      | 0 %     | ns             |
| Éolien                                                  |       | -    |       | -    |       | -    | 759    | 533    | 3,9 %   | ns             |
| Solaire PV                                              |       | -    |       | -    |       | -    | 18     | 20     | 0,1 %   | ns             |
| Sous-total EnR                                          | 1 062 | 88,4 | 1 651 | 98,6 | 4 949 | 99,4 |        | 13 571 | 99,96 % | +1178 %        |
| Total                                                   | 1 202 | 100  | 1 674 | 100  | 4 980 | 100  | 10 455 | 13 576 | 100 %   | +1030 %        |
| Source des données : Agence internationale de l'énergie |       |      |       |      |       |      |        |        |         |                |

#### Énergies renouvelables

##### Géothermie
L'énergie géothermique est abondante dans la région Afar, en particulier près du volcan Erta Ale.
Une usine-pilote de 7,3 MW a été construite en 1999 sur le champ géothermique d'Aluto-Langano ; après plusieurs problèmes de fonctionnement, elle produit 3 MW. Un projet d'extension est à l'étude, ainsi qu'un projet de développement du champ de Tendaho (20 MW). Des prospections ont été lancées sur six autres sites, mais le principal obstacle est le manque d'investisseurs étrangers.
Le projet d'extension de l'usine d'Aluto-Langano a été lancé en 2013, grâce à un don de 12 M$ (millions de dollars) du gouvernement japonais et des prêts de 13 M$ de la Banque mondiale et 10 M$ du gouvernement éthiopien ; il portera la puissance de la centrale à 70 MW contre 7 MW auparavant ; sa mise en service est prévue pour 2015. La vallée du Grand Rift compte 22 sites propices à la production d'électricité en Éthiopie : Dalol, Tendaho, Abi, Tiye, Meleka, Dafan, Fentale, Gedemesa, Tulu, Moye, Aloto Langano, Corbeti et Abaya sont les sites identifiés pour leur haut potentiel géothermique ; le gouvernement a fixé un objectif de 1 000 MW pour les seuls projets de Tendaho et Corbeti.
| Source         | 2000 | 2005 | 2010 | 2013 | 2014 | 2015 | 2016 | 2017 | 2018 |
| Puissance (MW) | 8,5  | 7,0  | 7,3  | 8,0  |      | 7,3  |      |      |      |
| Énergie (GWh)  | 5    | -    | 18   | -    | -    | -    | -    | -    | -    |

En janvier 2013, la Banque d'Éthiopie a annoncé qu’elle allait débloquer 20 millions de dollars afin poursuivre le développement de la géothermie, considérée comme une ressource particulièrement abondante et encore sous-exploitée ; cette annonce fait suite à l'obtention par le pays de 40 millions de dollars accordés par la Banque mondiale pour développer les énergies renouvelables. Des études ont montré que le pays pourrait produire 5 000 MW d’électricité grâce à la géothermie et que cela lui permettrait de moins dépendre des barrages.

##### Éolien
En 2020, la puissance installée éolienne n'a pas progressé depuis 2015, mais deux projets sont en développement : Aysha-II (120 MW), Asella-I (100 MW), 300 MW sont en phase de négociation et deux projets de 125 MW chacun sont au stade de l'étude de faisabilité ; des mesures de vitesse de vent sont en cours sur 18 sites. Le projet de Plan de développement 2021-2030 pour l'électricité prévoit la mise en service de 24 fermes éoliennes qui feraient passer la part de l'éolien dans la puissance installée de 7 % à 15 % (2 570 MW) en 2030.
L'Éthiopie possède en 2016 une capacité éolienne de 324 MW ; c'est la 4e du continent après l'Afrique du Sud, l'Égypte et le Maroc ; l'année 2016 n'a vu aucune nouvelle mise en service.
| Année | Production (GWh) | Accroissement | Part prod.élec. |
| 2011  | 29               |               | 0,5 %           |
| 2012  | 192              | +562 %        | 2,5 %           |
| 2013  | 356              | +85 %         | 4,1 %           |
| 2014  | 499              | +40 %         | 5,2 %           |
| 2015  | 759              | +52 %         | 7,3 %           |
| 2016  | 782              | +3 %          | 6,2 %           |
| 2017  | 533              | -32 %         | 4,0 %           |
| 2018  | 533              | 0 %           | 3,9 %           |

En mai 2015 a été inauguré le parc éolien Adama II (153 MW), portant la puissance éolienne du pays à 324 MW.
Lors de son inauguration en 2013, le parc éolien d'Ashegoda (120 MW) était le plus puissant d'Afrique ; l'Éthiopie prévoyait de porter la puissance installée éolienne à 800 MW. La production éolienne est complémentaire de celle de l'hydraulique, car les vents sont plus forts en saison sèche. La ferme éolienne d'Ashegoda inaugurée le 26 octobre 2013 dans le nord du pays compte 84 turbines installées sur 100 km2 d'une puissance de 120 MW, produisant 400 GWh par an, soit 8 % de la production d'électricité éthiopienne en 2013 ; elle a été installée par l'entreprise française Vergnet, qui a sous-traité au français Alstom, pour 54 turbines d'une puissance de 1,67 MW s'ajoutant aux 30 éoliennes Vergnet de 1 MW installées en 2011.
En 2011, l'Éthiopie a inauguré la ferme éolienne d'Adama, financée par des investisseurs chinois, avec une puissance de 51 mégawatts.
En octobre 2008, l'entreprise Vergnet s'associe à l'Ethiopian Electric Power Corporation pour la construction de 120 éoliennes de 1 mégawatt ; le projet est connu sous le nom de ferme d'Ashegoda, qui est inauguré en octobre 2013 en présence de la ministre du Commerce extérieur Nicole Bricq.

##### Solaire

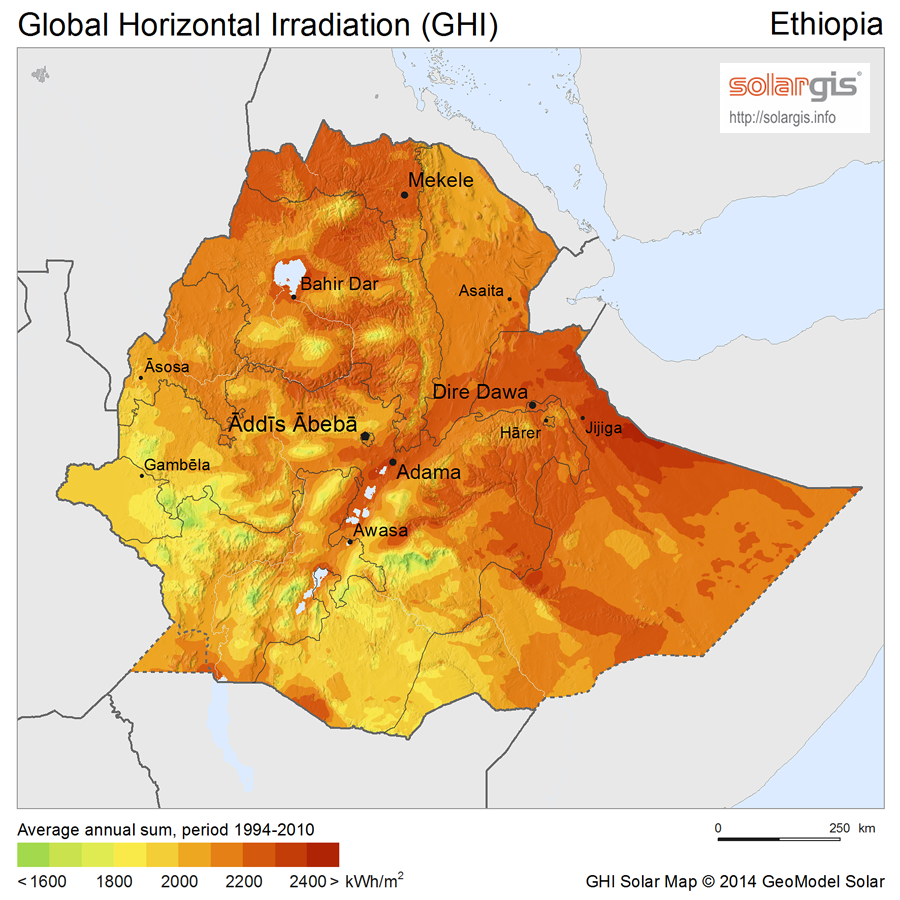
Carte d'irradiation solaire globale horizontale de l'Éthiopie, SolarGIS, 2014.

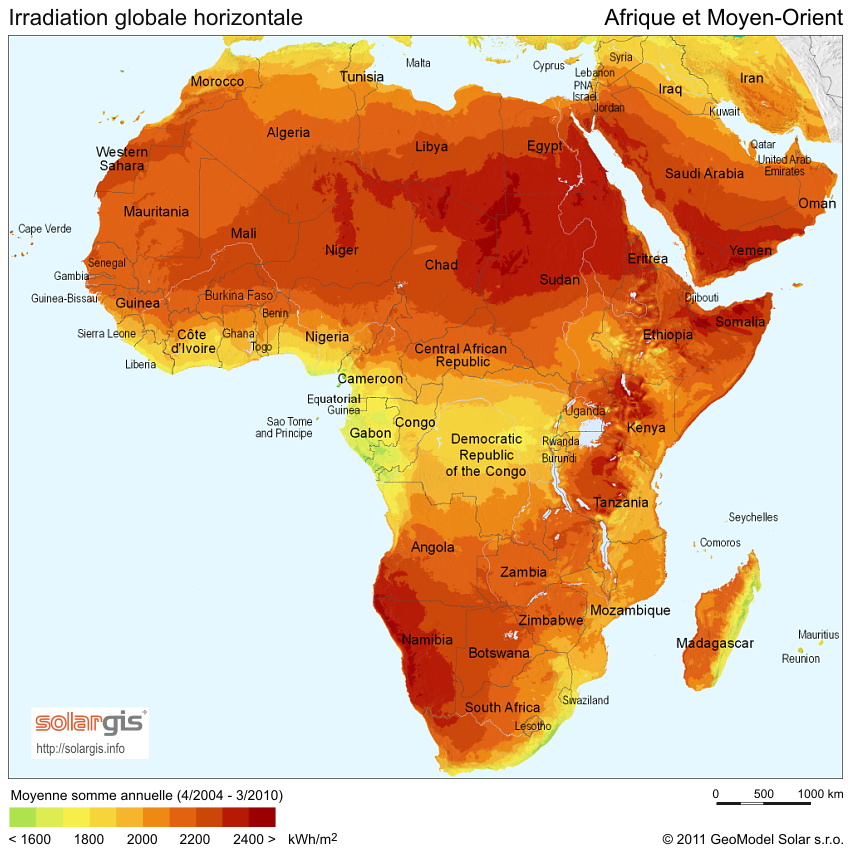
Carte d'irradiation solaire globale horizontale de l'Afrique, SolarGIS, 2011.

La carte ci-contre montre que l'irradiation solaire moyenne annuelle dépasse 2 000 kWh/m2 sur la grande majorité du territoire éthiopien et 2 300 kWh/m2 dans les régions frontalières du Nord et de l'Est. La deuxième carte montre que l'Éthiopie figure parmi les pays les mieux dotés en potentiel solaire, après le Soudan, l'Égypte et la Namibie.
Le programme de distribution de panneaux solaires de l'Éthiopie, déjà le plus important d'Afrique, a été renforcé en août 2013 par une nouvelle commande de 3 700 panneaux photovoltaïques par le ministère de l'eau et de l'énergie, portant à 25000 le nombre de panneaux commandés grâce au financement de la Banque mondiale.
Une usine de fabrication de panneaux photovoltaïques, d'une capacité de 20 MWc par an, a été inaugurée en janvier 2013 à Addis-Abeba ; ces panneaux sont destinés à la population rurale du pays (80 % de la population totale), dont seulement 2 % dispose d'un accès à l'électricité.
250 MWc ont été installés en 2020.

### Réseau de transport d'électricité
Le Pool électrique de l'Est africain (Eastern African Power Pool - EAPP) a été créée en 2005 entre sept pays : Burundi, République Démocratique du Congo (RDC), Égypte, Éthiopie, Kenya, Rwanda et Soudan, avec l'objectif de développer la mise en commun des ressources électriques par l'interconnexion entre les pays du Marché commun de l'Afrique orientale et méridionale (Common Market for Eastern and Southern Africa - COMESA) ; la Tanzanie, la Libye et l'Ouganda ont rejoint l'EAPP en 2010,2011 et 2012. Plusieurs lignes d'interconnexion seront achevées en 2016, en particulier Éthiopie-Kenya (ligne à courant continu haute tension de 500 kV avec 2 000 MW de capacité) et Éthiopie-Soudan (ligne haute tension à courant alternatif de 500 kV avec 2x1 600 MW de capacité).
Le projet d'interconnexion Éthiopie-Kenya a obtenu en 2012 le soutien de la Banque mondiale, qui partage le financement du projet avec la Banque africaine de développement (AfDB) et l'Agence française de développement (AFD) ; il avait été lancé en 2006 par un protocole d'entente entre les deux pays, mais il aura fallu dix ans pour aboutir au commencement des travaux en mai 2016 ; la ligne à courant continu haute tension (500 kV) longue de 612 km aura une capacité de 2 000 MW ; l'Éthiopie a contracté envers le Kenya un engagement de fourniture de 400 MW, mais le développement des capacités hydroélectriques éthiopiennes permettra ultérieurement d'accroître ce transit ; le Kenya pourra ainsi réduire son appel aux combustibles fossiles qui fournissent 34 % de sa production d'électricité. L'Éthiopie fournit déjà 100 MW au Soudan et 50 MW à Djibouti, et étudie des projets d'exportation vers le Yémen via Djibouti, vers le Sud Soudan et la Somalie. Son projet de plan directeur énergétique prévoit de porter les exportations d'électricité de 223 MW à 5 000 MW. Des accords ont été signés avec la Tanzanie, le Rwanda, le Sud Soudan et le Yemen. L'Ouganda prévoit d'importer 400 MW d'Éthiopie en 2018 et d'en exporter 50 MW vers le Rwanda et 30 MW vers le Kenya, grâce à une nouvelle ligne à 400 kV reliant l'Éthiopie au Rwanda.

### Consommation finale d'électricité
L'Éthiopie consommait 83 kWh par habitant d'électricité en 2018, soit seulement 2,5 % de la moyenne mondiale : 3 260 kWh et 15 % de la moyenne africaine : 567 kWh.
La répartition par secteur de la consommation finale d'électricité a évolué comme suit :
| Secteur                                                 | 1990 | %    | 2000  | %    | 2010  | %    | 2015  | 2018  | % 2018 | var. 2018/1990 |
| Industrie                                               | 487  | 53,7 | 549   | 38,7 | 1 395 | 36,4 | 2 278 | 2 407 | 26,5 % | +394 %         |
| Résidentiel                                             | 309  | 34,1 | 520   | 36,6 | 1 472 | 38,4 | 3 272 | 4 212 | 46,3 % | +1263 %        |
| Tertiaire                                               | 103  | 11,4 | 338   | 23,8 | 940   | 24,5 | 1 920 | 2 471 | 27,2 % | +2299 %        |
| Non spécifié                                            | 8    | 0,9  | 12    | 0,8  | 30    | 0,8  |       |       | 0 %    | -100 %         |
| Total                                                   | 907  | 100  | 1 419 | 100  | 3 837 | 100  | 7 470 | 9 090 | 100    | +902 %         |
| Source des données : Agence internationale de l'énergie |      |      |       |      |       |      |       |       |        |                |

## Politique énergétique
Un programme public d'accès universel à l'électricité (Universal Electrification Access Programme) a été mis en place afin d'étendre le réseau d'électricité dans les zones rurales.
Le premier plan de croissance et de transformation 2010-2015 prévoyait de porter la puissance installée du pays à 10 000 MW grâce à la construction des barrages Gibe III, Grand Renaissance et Genale Dawa III. Le second plan vise une puissance installée de 17 000 MW en 2020, grâce à 3 900 MW de nouvelles centrales hydroélectriques ainsi que de projets géothermiques, éoliens, solaires, biomasse et thermiques fossiles ; dix projets hydroélectriques supplémentaires de 7 500 MW au total seront mis en construction avant 2020.

## Impact environnemental

### Pollution de l'air
L'utilisation massive de bois pour la cuisson et le chauffage a un impact important sur la santé publique : selon la base de données de l'OMS, 96,6 % des foyers utilisaient des combustibles solides pour leur cuisine en 2011 et la mortalité attribuée à la pollution intérieure (à domicile) de l'air était estimé en 2012 à 45981 décès, soit 0,05 %, légèrement inférieur à la moyenne mondiale : 0,06 %.

### Émissions de gaz à effet de serre
Les émissions de CO2 liées à l'énergie en Éthiopie s'élevaient en 2018 à 13,1 Mt (millions de tonnes), soit 0,12 tonne par habitant, soit seulement 2,7 % de la moyenne mondiale : 4,42 tonnes et 12 % de la moyenne africaine : 0,98 tonne.